# أجسام غامنا فافر
أجسام غامنا–فافر (بالإنجليزية: Gamna–Favre bodies)‏ عبارة عن أجسام كبيرة داخل السيتوبلازم مشتملة أليفة القاعدة على الخلايا البطانية في مرضى الورم الحبيبي الليمفي المنقول جنسيًا.

سميت على اسم كارلوس غامنا وموريس فافر.

## روابط خارجية
- Gamna-Favre bodies على قاموس من سمى هذا؟